# استیو فولی
استیو فولی (انگلیسی: Steve Foley؛ زادهٔ ۴ اکتبر ۱۹۶۲) بازیکن فوتبال اهل بریتانیا است.
از باشگاه‌هایی که در آن بازی کرده‌است می‌توان به باشگاه فوتبال برادفورد سیتی، باشگاه فوتبال استوک سیتی، باشگاه فوتبال فولام، باشگاه فوتبال لینکولن سیتی، باشگاه فوتبال لیورپول، باشگاه فوتبال گریمزبی تاون، باشگاه فوتبال شفیلد یونایتد، و باشگاه فوتبال سوئیندون تاون اشاره کرد.